# Крістофер Тейлор (легкоатлет)
Крістофер Тейлор (1 жовтня 1999 , Спаніш-Таун ) — ямайський легкоатлет, що спеціалізується на спринті, призер чемпіонату світу.

## Виступи на основних міжнародних змаганнях
| Рік                | Змагання                      | Місце проведення   | Місце              | Дисципліна            | Результат          | Примітки           |
| Представник Ямайка | Представник Ямайка            | Представник Ямайка | Представник Ямайка | Представник Ямайка    | Представник Ямайка | Представник Ямайка |
| ------------------ | ----------------------------- | ------------------ | ------------------ | --------------------- | ------------------ | ------------------ |
| 2015               | Чемпіонат світу серед юнаків  | Калі, Колумбія     | 1                  | біг на 400 метрів     | 45.27              |                    |
| 2016               | Чемпіонат світу серед юніорів | Бидгощ, Польща     | 9 (пф.)            | біг на 400 метрів     | 46.60              |                    |
| 2016               | Чемпіонат світу серед юніорів | Бидгощ, Польща     | 3                  | естафета 4×400 метрів | 3:04.83            |                    |
| 2018               | Чемпіонат світу серед юніорів | Тампере, Фінляндія | 2                  | біг на 400 метрів     | 45.38              |                    |
| 2018               | Чемпіонат світу серед юніорів | Тампере, Фінляндія | 2                  | естафета 4×100 метрів | 38.96              |                    |
| 2021               | Олімпійські ігри              | Токіо, Японія      | 6                  | біг на 400 метрів     | 44.79              |                    |
| 2021               | Олімпійські ігри              | Токіо, Японія      | 6                  | естафета 4×400 метрів | 2:58.76            | SB                 |
| 2022               | Чемпіонат світу в приміщенні  | Белград, Сербія    | —                  | біг на 400 метрів     | DNF                | [ 3 ]              |
| 2022               | Чемпіонат світу               | Юджин, США         | 7                  | біг на 400 метрів     | 45.30              |                    |
| 2022               | Чемпіонат світу               | Юджин, США         | 2                  | естафета 4×400 метрів | 2:58.58            |                    |